# Гоголувка
Гоголувка (пол. Gogołówka) — гірська річка в Польщі, у Стрижівському й Дембицькому повітах Підкарпатського воєводства. Права притока Вислоки, (басейн Балтійського моря).

## Опис
Довжина річки приблизно 10,90 км, найкоротша відстань між витоком і гирлом — 7,75  км, коефіцієнт звивистості річки — 1,4 . Формується безіменними потоками.

## Розташування
Бере початок у селі Гоголув. Тече переважно на північний захід через Опацьонку, Клеце і на південно-західній околиці міста Бжо́стек впадає у річку Вислоку, праву притоку Вісли.

## Цікавий факт
- У селі Клеце та місті Бжостек річку перетинає автошлях  73.